# Lã Bất Vi
Lã Bất Vi (Giản thể: 吕不韦; phồn thể: 呂不韋; 292 TCN - 235 TCN) là một thương nhân người nước Vệ, sau trở thành Tướng quốc của nước Tần thời Chiến Quốc. Ông nổi tiếng trong lịch sử về buôn quan bán tước, xoay trở từ người buôn bán bình thường trở thành một chính trị gia có ảnh hưởng.
Xuất thân từ thương gia, ông được chọn giữ chức Tướng quốc trong 13 năm cho nước Tần, trở thành một chính trị gia trứ danh đương thời. Với tư tưởng 「Kiêm Nho Mặc, hợp Danh Pháp; 兼儒墨，合名法」, ông hợp lực biên soạn nên Lã Thị Xuân Thu, chủ trương chính trị một cách rất có bài bản. Những thành quả này khiến ông trở thành một biểu tượng của phái Tạp gia - một trong Cửu Lưu thập gia thời Tiên Tần. Khi giữ chức, ông chủ trương đánh chiếm Đông Chu, Triệu cùng Vệ, mở Tam Xuyên, Thái Nguyên và Đông Quận, đối với cơ nghiệp nhà Tần có thành quả lớn lao. Sau cùng, vì sự vụ Lao Ái mà Lã Bất Vi bị liên lụy, cuối cùng bị chính Doanh Chính ép buộc uống thuốc độc tự sát.
Có thuyết nói rằng ông là cha của Doanh Chính, tức Tần Thủy Hoàng, vị Hoàng đế đầu tiên của Trung Hoa, song thuyết này vẫn chưa được kiểm chứng và còn nhiều điểm mâu thuẫn. Các giáo sư John Knoblock và Jeffrey Riegel, trong bản dịch Lã Thị Xuân Thu của họ, gọi câu chuyện này "rõ ràng là sai, nhằm mục đích phỉ báng Bất Vi và xúc phạm Hoàng đế đầu tiên".

## Thân thế
Lã Bất Vi là người nước Vệ, nay thuộc khu vực phía Nam của Bộc Dương, tỉnh Hà Nam. Sách Chiến Quốc sách lại nói ông sinh ra ở Dương Địch (猴阳) ở nước Hàn. Xuất thân tầm thường, Lã Bất Vi là một thương nhân, nhờ buôn bán thành công nên rất giàu có.
Năm thứ 40 đời Tần Chiêu Tương vương (267 TCN), Điệu Thái tử mất. Năm thứ 42 (265 TCN), ngôi Thái tử còn khuyết, nên Tần vương cho con thứ là An Quốc quân công tử Trụ làm Thái tử. An Quốc quân có hơn 20 người con và nhiều vợ, trong đó người vợ được yêu nhất được lập làm chính phu nhân, gọi là Hoa Dương phu nhân. Phu nhân không có con, mà một người con của An Quốc quân là Dị Nhân sinh ra bởi thị thiếp Hạ Cơ không được yêu quý, nên Dị Nhân phải làm con tin của Tần ở nước Triệu. Tần mấy lần đánh Triệu, nên Triệu bạc đãi Dị Nhân.
Lã Bất Vi ở Hàm Đan nước Triệu, trông thấy Dị Nhân bèn nảy ra ý muốn giúp Dị Nhân làm người kế nghiệp nước Tần để bản thân mình tiến thân, bèn chủ động kết giao với Dị Nhân. Lã Bất Vi đưa cho Dị Nhân năm trăm cân vàng tiêu dùng và đãi tân khách. Rồi lấy tiền mua của báu vật lạ, đem sang Tần, xin ra mắt người chị Hoa Dương phu nhân để dâng những vật ấy cho Hoa Dương phu nhân. Nhân đó, Lã Bất Vi kể Dị Nhân tài giỏi, khôn ngoan, giao với người các nước, bạn hữu khắp thiên hạ. Hoa Dương phu nhân không có con, Bất Vi khuyên nhận Dị Nhân làm con nuôi. Hoa Dương phu nhân nghe theo, vào xin An Quốc quân lập Dị Nhân làm thừa tự. Danh tiếng Dị Nhân từ đó càng nổi với chư hầu.
Bấy giờ, Lã Bất Vi có một người thiếp là Triệu Cơ, đàn hay múa giỏi và có nhan sắc. Một hôm, Bất Vi mời Dị Nhân đến nhà, sai Triệu Cơ ra rót rượu. Dị Nhân đem lòng say mê, Lã Bất Vi liền dâng Triệu Cơ cho Dị Nhân. Năm Chiêu Tương vương thứ 48 (259 TCN), tháng giêng, Triệu Cơ sinh hạ một con trai, chính là Doanh Chính.
Các sử gia vẫn luôn tranh cãi về việc Doanh Chính là con của Lã Bất Vi hay Dị Nhân, vì không loại trừ khả năng Triệu Cơ đã có thai với Lã Bất Vi từ trước. Tuy nhiên, học giả đời nhà Thanh là Lương Ngọc Thằng (梁玉繩) cho rằng ở đây có điểm đáng ngờ. Căn cứ nguyên văn mà Tư Mã Thiên chép trong Sử ký về việc Triệu Cơ sinh hạ, có ghi: [Cơ tự nặc hữu thân, chí đại kỳ thời, sinh tử Chính; 姬自匿有身，至大期時，生子政]. Trong đó, "Đại kỳ" một từ là chỉ ý việc phụ nữ đủ tháng sinh nở thời cổ, ám chỉ việc Triệu Cơ cùng Doanh Dị Nhân sau khi chung chạ thì mang thai, xác thực Triệu Cơ sau khi mang thai 10 tháng mới sinh ra Doanh Chính. Mà cũng trong Sử ký, phần Tần Thủy Hoàng bản kỷ, đặc biệt ghi rõ Doanh Chính là vào "Tần Chiêu vương năm thứ 48, tháng giêng sinh ra ở Hàm Đan", căn cứ tài liệu biên thành của Tần triều, đều có khảo chứng. Lương Ngọc Thằng chỉ ra rằng, Tư Mã Thiên đem cả hai cụm từ rất mâu thuẫn là [Tự nặc hữu thân; ý là "đang có thai"] cùng [Đại kỳ; ám chỉ "sau khi chung chạ mới có thai"] để chung trong một câu như vầy, là một loại bút pháp Xuân Thu, ám chỉ tin đồn rất phổ biến khi ấy là Triệu Cơ có thai trước khi hầu ngủ Doanh Dị Nhân nhưng không tiện phủ nhận. Rất có thể, Doanh Chính thật sự là con của Doanh Dị Nhân.
Năm thứ 50 đời Chiêu Tương vương (257 TCN), nước Tần sai Vương Ý vây Hàm Đan, triều đình nước Triệu muốn giết Dị Nhân. Biết được tin, Dị Nhân cùng Lã Bất Vi mưu đưa sáu trăm cân vàng cho kẻ coi giữ nên trốn thoát Triệu. Triệu muốn giết vợ con Dị Nhân, nhưng Triệu Cơ là con nhà tai mắt ở Triệu, lẩn trốn được vì thế mẹ con đều sống.

## Tướng quốc nước Tần
Năm Tần Chiêu Tương vương thứ 56 (251 TCN), Tần vương mất. Sau một thời gian để tang cha, sang năm sau (250 TCN) thì An Quốc quân lên làm Tần vương, tức là Tần Hiếu Văn vương, lập Hoa Dương phu nhân làm Vương hậu, Dị Nhân (lúc này đã đổi tên thành Tử Sở) do đó trở thành Thái tử.
Sau 6 năm cách biệt, Triệu Cơ cùng con là Doanh Chính được đón về nước Tần. Nhưng Hiếu Văn vương lên ngôi được 3 ngày đã mất. Thái tử Tử Sở lên thay, tức là Tần Trang Tương vương, tôn mẹ nuôi là Hoa Dương hậu làm [Hoa Dương Thái hậu], mẹ đẻ Hạ Cơ là [Hạ Thái hậu]. Có ý kiến cho rằng chính Bất Vi chủ mưu hại vua Tần để Tử Sở sớm lên thay ngôi.

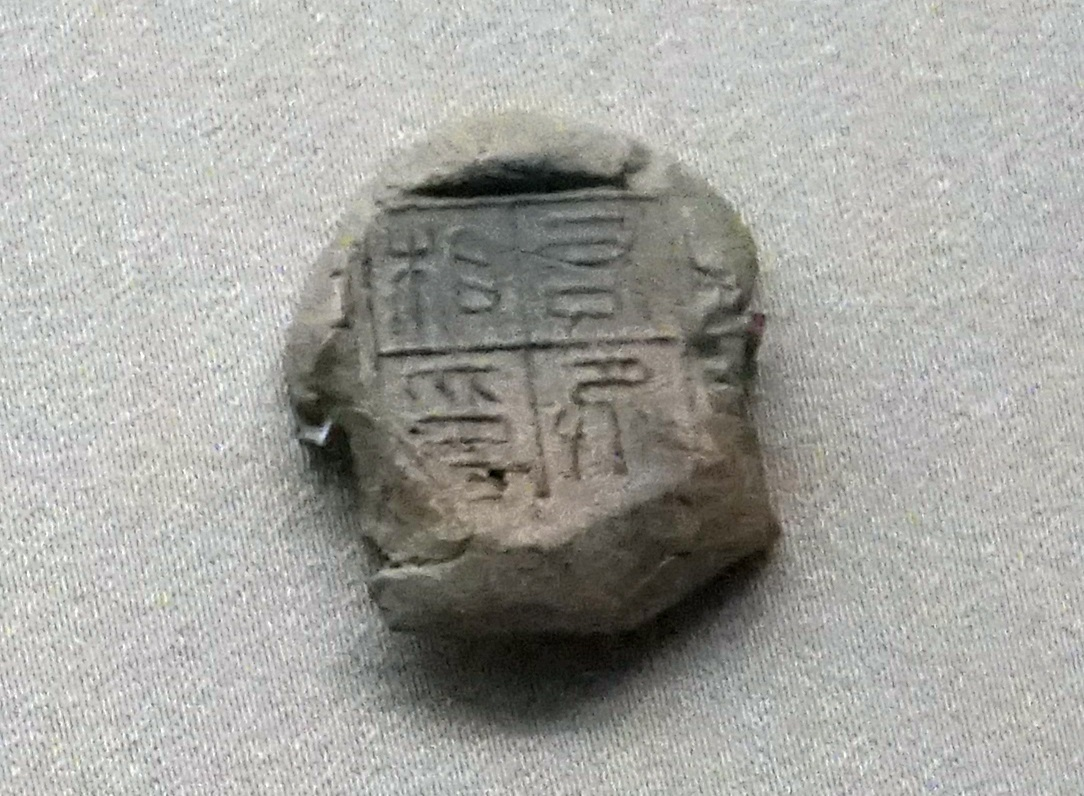
Phong nê của "Hữu Thừa tướng ấn".

Năm đầu (249 TCN), Tần Trang Tương vương liền phong cho Bất Vi làm Tướng quốc, tước hiệu Văn Tín hầu (文信侯), được ăn thuế 100.000 hộ thực ở quận Hà Nam, Lạc Dương. Trang Tương vương làm vua được 3 năm thì mất, Thái tử là Chính lên ngôi, gọi là Tần vương Chính, tức Tần Thủy Hoàng sau này, tôn Lã Bất Vi làm [Trọng phụ; 仲父].
Khi lên nắm phụ chính, Lã Bất Vi chủ trương mở rộng cương thổ của nước Tần, gây chiến và tranh giành ảnh hưởng đối với Đông Chu, Triệu cùng nước Vệ, chiếm đại lượng thành trì, làm cơ sở cho nước Tần về sau thống nhất thiên hạ. Bấy giờ ở Ngụy có Tín Lăng quân Nguỵ Vô Kỵ, ở Sở có Xuân Thân quân Hoàng Yết, ở Triệu có Bình Nguyên quân Triệu Thắng, ở Tề có Mạnh Thường quân Điền Văn, tất cả đều đua nhau quý kẻ sĩ, chiều tân khách. Lã Bất Vi thấy Tần mạnh mà mình không bằng họ nên xấu hổ cũng đón mời các kẻ sĩ đãi rất hậu, khách ăn trong nhà có đến ba nghìn. Khi ấy chư hầu có nhiều biện sĩ, như bọn Tuân Khanh làm sách truyền bá ra thiên hạ. Bất Vi bèn sai các khách soạn ra những điều mình biết, họp lại làm tám Lãm, sáu Luận, mười Kỷ gồm hơn hai mươi vạn chữ, cho là đủ hết những việc trời đất, muôn vật xưa nay. Ông đặt tên sách là Lã Thị Xuân Thu bày ở cửa chợ Hàm Dương, đặt nghìn lạng vàng lên trên, mời các du sĩ của chư hầu ai có thể thêm bớt một chữ thì xin biếu một nghìn lạng vàng.
Trong cung, Lã Bất Vi hay cùng mẹ của Tần vương là Triệu Cơ tư thông. Khi Tần vương Chính đã lớn mà Thái hậu cứ dâm loạn mãi, thì Lã Bất Vi sợ lộ mà mang vạ, bèn ngầm tìm một người có dương vật lớn tên Lao Ái, để chiều lòng Thái hậu thay mình. Quả nhiên Thái hậu nghe chuyện rồi, Lã Bất Vi vờ sai người tố cáo y phạm tội đáng thiến. Sau đó, Bất Vi lại báo với thái hậu: "Nên có kẻ giả bị thiến này làm chức Cấp Sự trung". Thái hậu bèn ngầm cho kẻ coi việc thiến nhiều tiền. Viên quan coi án lại luận tội vờ, nhổ râu mày làm cho hoạn quan nhờ vậy được vào hầu Thái hậu. Thái hậu cùng y gian dâm, sinh được hai đứa con, sợ người ta biết chuyện, bèn vờ xem bói nói nên tránh mùa dời cung sang đất Ung.

## Cái chết
Năm thứ 9 đời Tần vương Chính (238 TCN), có kẻ phát giác Lao Ái thực không phải là hoạn quan, thường tư thông với Thái hậu, sinh hai con đều giấu đi.
Tần vương Chính liền giao cho pháp đình xét, biết rõ sự tình. Việc liên quan đến Tướng quốc là Lã Bất Vi. Tháng 9, Tần vương cho người giết 3 họ nhà Lao Ái, lại giết hai con do Thái hậu đẻ ra và đày Thái hậu sang đất Ung. Nhà cửa các môn hạ của Lao Ái đều bị tịch thu và họ bị đày sang đất Thục. Tiếp đến, Tần vương muốn giết cả Tướng quốc Lã Bất Vi, nhưng vì Bất Vi thời trước có công lớn, lại được các tân khách, biện sĩ nói giúp khá đông nên không nỡ làm tội.
Tháng 10 năm thứ 10 (237 TCN), Tần Vương cách chức Tướng quốc của Lã Bất Vi. Đến khi người Tề là Mao Tiều thuyết vua Tần, vua Tần mới sang Ung đón Thái hậu về Hàm Dương như cũ và phong ấp cho Văn Tín hầu Lã Bất Vi ở Hà Nam. Được hơn một năm, các tân khách cùng sứ giả của chư hầu đến thăm Văn Tín hầu lũ lượt ở trên đường.
Doanh Chính sợ Văn Tín hầu làm loạn, bèn viết thư nói:
| “ | Ông có công gì với Tần, mà Tần phong ông ở Hà Nam, ăn thuế của mười vạn hộ. Ông thân thích gì với Tần, mà hiệu là Trọng Phụ? | ” |

Rồi bắt đem cả nhà Bất Vi dời sang Thục (nay là vùng Tứ Xuyên). Lã Bất Vi tự liệu sẽ bị giết, bèn uống thuốc độc tự tử. Khi đó, ông tầm 57 tuổi.